# Formell laddning

Formell laddning

Formell laddning är ett sätt att uppskatta fördelningen av elektroner mellan atomer i en molekyl. Formell laddning förutsätter approximationen att alla bindningar i molekylen är 100 % kovalenta till sin natur (alltså helt opolära), vilket i princip aldrig är fallet. Formell laddning har därför ingen direkt fysikalisk mening, men är en användbar storhet bland annat för att hålla ordning på elektronerna då man ska beskriva en reaktionsmekanism.
Den formella laddningen för en given atom i en given molekyl räknas ut genom att man subtraherar antalet valenselektroner hos atomen i sitt fria obundna tillstånd med antalet valenselektroner som atomen har i det bundna tillståndet. Elektroner i kovalenta bindningar fördelas jämnt på de atomer som ingår i bindningen.
Formell laddning = eV - eN - eB/2, där eV är antalet valenselektroner för atomen i obundet tillstånd, eN är antalet valenselektroner i bundet tillstånd och eB är totala antalet elektroner som delas i kovalenta bindningar med atomen.